# Gerlac de Valkenberg
Gerlac de Valkenberg (Valkenburg aan de Geul, província de Limburg, Països Baixos, ca. 1100- Houthem, ca. 1170) fou un eremita neerlandès. És venerat com a sant per diverses confessions cristianes.

## Biografia
En coneixem la vida per la Vita Beati Gerlaci Eremytae, escrita cap al 1227, amb tocs llegendaris. Gerlac era un soldat llicenciós i dissolut, lladre i delinqüent. Quan la seva esposa morí, va tenir una crisi espiritual i marxà a pelegrinar a Roma i Jerusalem, canviant de vida. A Roma, passà set anys atenent malalts als hospitals i fent penitència pels seus pecats passats.
En tornar als Països Baixos, va donar tot el que tenia als pobres i anà a viure al tronc buit d'un roure proper a Houthem. Menjava pa amb cendra i caminava cada dia fins a Maastricht, per pregar a la basílica de Sant Servaci. Tot i viure en l'austeritat més extrema, va tenir una disputa amb uns monjos d'un monestir proper. La gent deia que era un sant, però els monjos l'acusaren davant del bisbe de Maastricht de tenir una gran fortuna amagada al roure: el bisbe ordenà tallar l'arbre.
No obstant això, Gerlac tenia amics poderosos, com l'abadessa Hildegarda de Bingen, que el protegiren. L'arbre, finalment, fou tallat, però el bisbe no hi trobà cap tresor; per desfer l'error, va fer tallar el tronc de l'arbre en fustes i fer amb elles una petita cabana perquè hi visqués.
Segons la llegenda, quan Gerlac havia fet prou penitència, l'aigua del seu pou es convertí en vi tres cops, per indicar que els seus pecats ja havien estat perdonats. Morí poc després, a cinquanta anys, i segons la llegenda, el mateix Sant Servaci l'assistí.

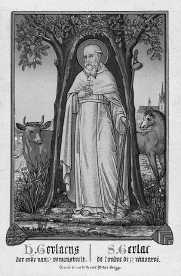
Gravat del s. XIX amb el sant
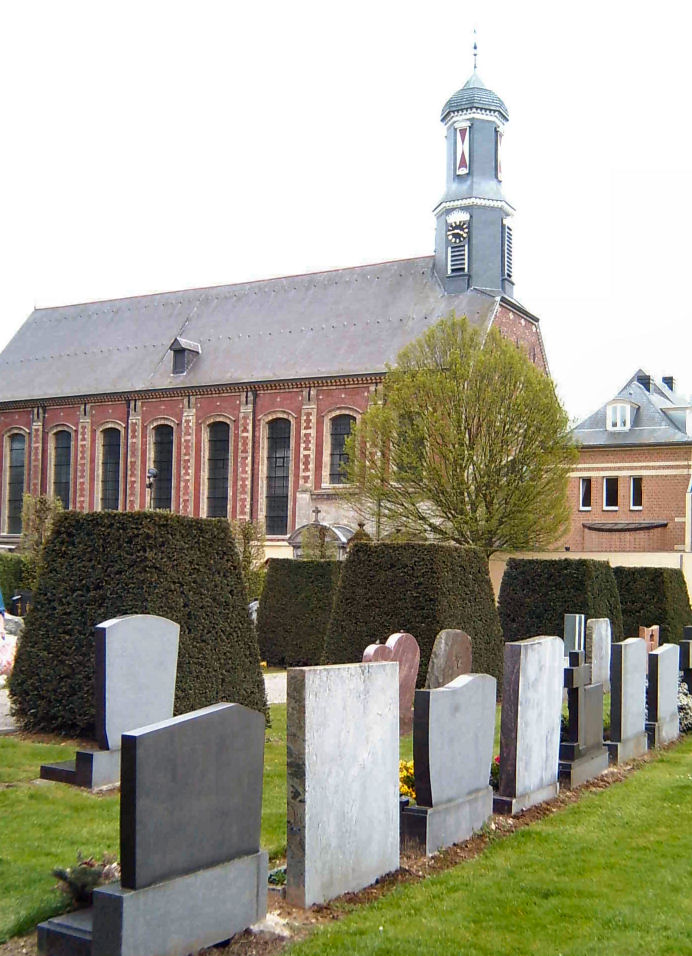
Església de Sint Gerlach (Houthem)
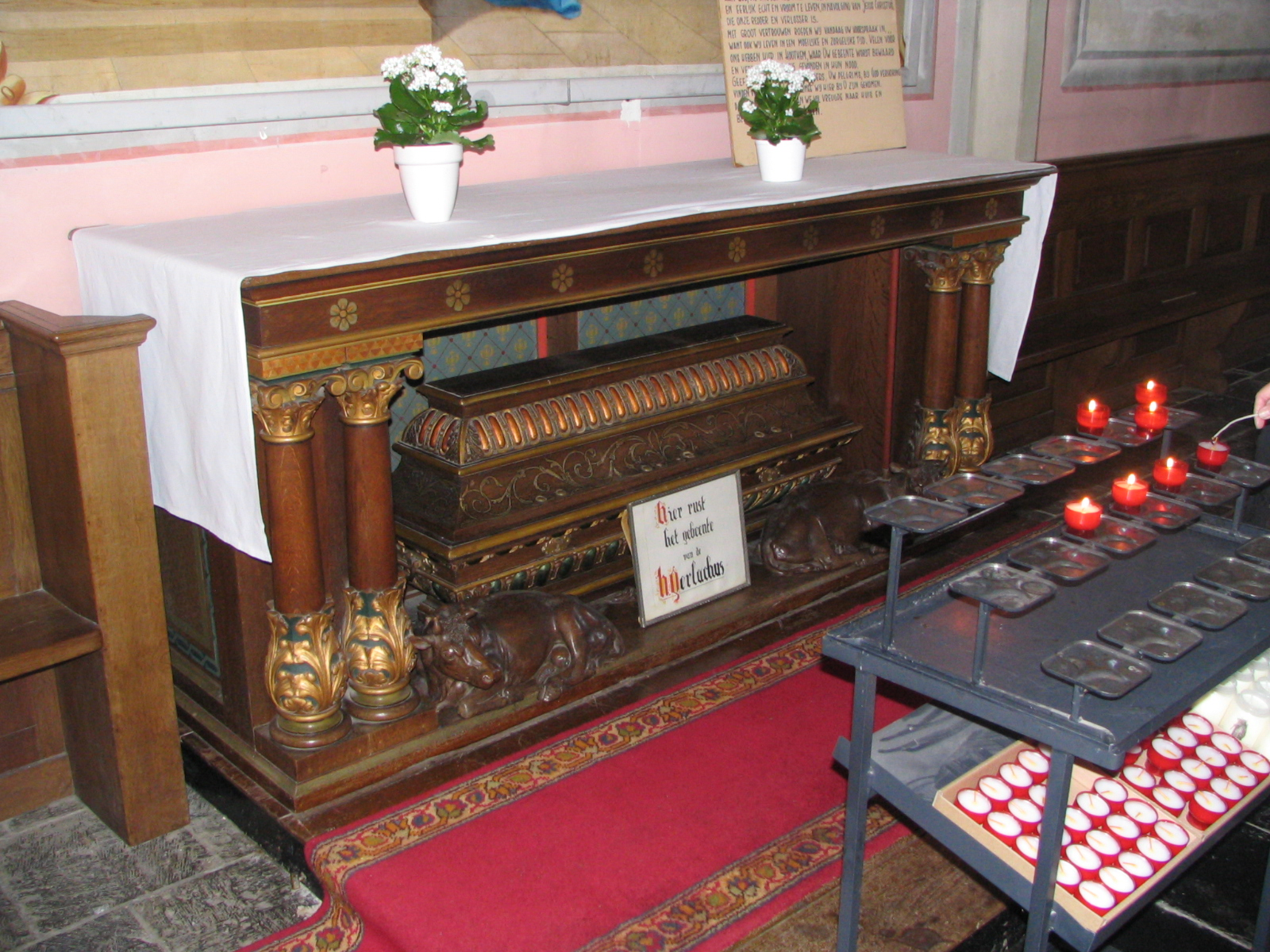
Reliquiari del sant, a Houthem